# Estádio Municipal Dr. Sílvio de Faria Corrêa
Estádio Sílvio de Faria Corrêa – stadion piłkarski, w São Gabriel, Rio Grande do Sul, Brazylia, na którym swoje mecze rozgrywa klub São Gabriel Futebol Clube.